# Joutseno

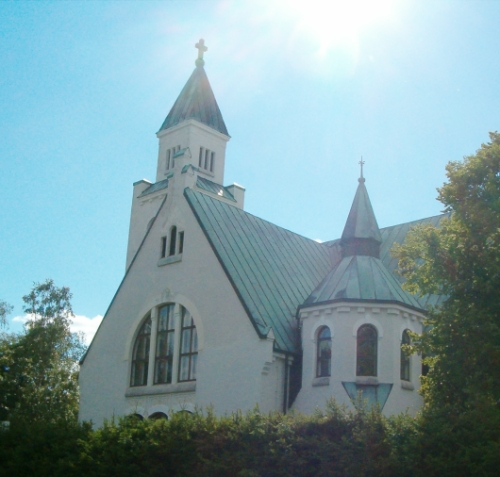
Joutseno kyrka.

Joutseno är en ort och före detta kommun i Södra Karelen i Finland, belägen vid sjön Saimens sydöstra strand. 1 januari 2009 inkorporerades Joutseno i Villmanstrands stad. Innan kommunsammanslagningen hade Joutseno 10 656 invånare och en yta på 498,35 km², varav 311,20 km² var land och 187,15 km² var sötvatten. Joutseno kommun blev stad den 1 januari 2005.
Joutseno är enspråkigt finskt

## Historia
Joutsenotrakten har varit bebodd väldigt länge, man har hittat spår från upp till 6000 år gamla lämningar. Men först år 1639 började platsen där Joutseno ligger idag att bebyggas, och få bofasta invånare. Joutseno församling grundades år 1639, och år 1650 anslöt den till kyrkorna i Villmanstrand, Jäskis och Ruokolax.
Under det Finska inbördeskriget utkämpades slaget vid Joutseno.
Efter Fortsättningskriget överläts den största delen av Jäskis kommun till Sovjetunionen, en yta på 355,5 km² med 20 312 invånare. Många valde då att flytta till Joutseno, och en del senare till Imatra, som grundades 1948. Den i Finland kvarblivna delen av Jäskis delades 1 januari 1948 upp mellan Joensuu, Joutseno och Ruokolax.
Först år 2005 fick Joutseno stadsrättigheter, och den 1 januari 2009 slogs Joutseno kommun ihop med Villmanstrands kommun, likaså församlingen.

## Geografi

### Byar
- Ahola
- Anola
- Arpolahti
- Eiskola
- Haukilahti
- Hyvättilä
- Joutseno (Kirkonkylä)
- Jänhiälä
- Karjalaisenkylä
- Karsturanta
- Kesola
- Konnunsuo
- Korvenkylä
- Kähärilä
- Kuurmanpohja
- Lampikangas
- Leppälä
- Lipiälä
- Mietinkylä
- Nevala
- Parjala
- Penttilä
- Pulp
- Pätilä
- Rauha
- Ravattila
- Soljola (Soljala)
- Suokumaa
- Tiuruniemi
- Tyrminen
- Vesikkola
- Honkalahti

## Politik

### Mandatfördelning i Joutseno kommun, valen 1976–2004
| 3 | 13 |  | 10 | 2 |  | 5 |

| 2 | 14 |  | 10 | 2 | 2 | 4 |

| 2 | 13 |  | 2 | 10 |  | 6 |

|  | 13 |  |  | 10 | 2 | 7 |

|  | 13 | 2 |  | 2 | 9 | 2 | 5 |

| 14 | 2 | 2 |  | 11 |  | 4 |

| 12 | 2 | 2 |  | 12 |  | 5 |

| 13 | 2 | 2 | 11 | 3 | 4 |

| 22 | 13 |

### Vänorter
- Säters kommun, Sverige

## Ekonomi och infrastruktur

### Näringsliv
Joutseno är viktig och anrik ort inom industrin, med en stor massafabrik. Mycket timmer huggs, paketeras och transporteras i Joutseno, och det finns även tillverkning av kemikalier och plast. Tillverkningen av pappersmassa har pågått i Joutseno i nästan hundra år. Hela pappersmassaindustrin genomgick en total modernisering vid sekelskiftet. Massaindustrin i Joutseno är väldigt modern och energieffektiv.
| Företag                   | Antal anställda |
| ------------------------- | --------------- |
| Joutseno kommun           | 680             |
| Vaasan & Vaasan AB        | 200             |
| Stora Enso Timmer AB Ltd. | 185             |
| Metsä-Botnia Ab           | 180             |
| Konnunsuos fängelse       | 135             |
| Finnish Chemicals AB      | 100             |
| VP-Transport Ltd.         | 92              |
| Plannja AB                | 60              |
| Finnjob Ltd AB            | 40              |
| Joutsenon Element AB      | 40              |
| Lassila & Tikanoja        | 40              |
| Premekon Ltd.             | 40              |
| Toplift UK Ltd.           | 38              |
| Jousteel Ltd.             | 35              |

### Kommunikationer
Joutseno ligger 250 kilometer från Helsingfors och 260 km från St Petersburg. Motorvägen Via Karelia passerar genom staden och Inter-Citytåg, pendeltåg samt expresståg trafikerar och stannar vid järnvägsstationen. Den närmsta flygplatsen är flygplatsen i Villmanstrand.